# عبد الصمد بن شريف
عبد الصمد بن شريف هو إعلامي وكاتب مغربي مدير قناة المغربية التليفزيونية.
حاصل على بكالوريوس في اللغة العربية وآدابها، وعمل مدير قناة المغربية التليفزيونية في الرباط، أعد وقدم عدة برامج تليفزيونية سياسية وفكرية واجتماعية، في قضايا مغربية وعربية. قدم مجموعة من البرامج السياسية والفكرية في القناة الثانية «دوزيم»، بالإضافة إلى تقديم نشرات الأخبار. وبجانب ذلك، يمارس الكتابة، باعتباره عضوا في اتحاد كتاب المغرب.

## من مؤلفاته
```
له من الإصدارات:
```

- كتاب (رهانات مشتركة).
- كتاب (أناشيد الذاكرة).
- كتاب (الرهان والرهينة).
- كتاب «ضد الغياب» (عن محمود درويش).
- كتاب «أسماء في الذاكرة .. أسئلة الإبداع والفكر والواقع» (2019).

## وصلات خارجية
- الإعلامي-والكاتب-عبد-الصمد-بن-شريف في حوار مع جريدة الثدس العربي لندن
- صفحة كتبه على موقع كودريدرز